# 圖曼斯卡亞河
圖曼斯卡亞河是俄羅斯的河流，位於楚科奇自治區南部，發源自科里亞克山脈北部，最終注入白令海阿納德爾灣，河道全長61公里，河水來自融雪和雨水。

## 外部連結
- LocationPDF（571 KB）
- Sockeye salmon
- Beluga distributionPDF

64°0′N 177°30′E / 64.000°N 177.500°E